# 石﨑信弘
石﨑 信弘（いしざき のぶひろ、1958年3月14日 - ）は、広島県広島市中区出身の元サッカー選手、サッカー指導者。

## 来歴

### 選手時代
実家は旧広島市民球場の近くで、身近なスポーツは野球だったが、広島市立広瀬小学校4年生のときに友達の誘いでサッカーを始める。ポジションは中学生の時から常にディフェンダーだった。県立広島工業高校時代は河内勝幸、金田喜稔、楚輪博、木村和司、猿沢茂、室野哲雄らと共に全国高校選手権ベスト4を経験した。指導者として手本は高校時代の松田輝幸監督という。
その後東京農業大学を経て1980年に日本サッカーリーグ (JSL) 2部の東芝に加入。チームではいわゆる「ストッパー」の役割を任され、ハードなディフェンスで JSL2部時代には5年連続ベストイレブンに選ばれるなど活躍する。JSL1部に昇格した1988年からは選手兼コーチに就任。1991年に一旦コーチ兼主務となるがシーズン序盤に選手として追加登録される。1992年はコーチに専念していたが、他のコーチ陣と反りが合わないため監督の高橋武夫に選手復帰を懇願し、1993年に再び選手としてプレーしてから現役を引退した。
引退後は東芝のパソコン液晶モニター生産管理部門で1年間社業に専念したのちに退社。

### 指導者時代

#### NEC山形→モンテディオ山形 (1995-1998)
選手生活の晩年には既にコーチ稼業にも踏み出していたが、引退から2年後の1995年にジャパンフットボールリーグ（旧JFL）のNEC山形（1996年以降はモンテディオ山形）の監督に就任（元々はコーチとしての就任要請だったが、直前に監督への就任を要請されている。#監督就任のきっかけ参照）。
4シーズン指揮を取った中で1998年には優勝争いの末、山形をリーグ3位にまで押し上げる結果を残した。

#### 大分トリニータ (1999-2001)
1999年、大分トリニータの監督に就任。この年の大分は最終節を前に2位に浮上。勝てば自力でJ1昇格を決めることが出来たが、ホームでの最終節で古巣の山形に引き分け、2位と勝ち点1差の3位の成績でJ1昇格を逃す。
翌年の2000年も再び優勝を争ったが最終節で浦和レッズに逃げ切られ、またも勝ち点1差で3位となり昇格を逃す。
2001年はスタートダッシュに失敗し低迷、5月に監督を解任された。

#### 川崎フロンターレ (2001-2003)
2001年7月、J2に降格し低迷する川崎フロンターレの監督に就任。リーグ戦では7位の成績でシーズンを終えたがその年の第81回天皇杯ではベスト4の成績を残した。
2002年には川崎を4位に押し上げ、2003年には最終節まで昇格争いに絡みながら、サンフレッチェ広島と勝ち点差1の年間3位でシーズンを終えた。同年の第83回天皇杯を最後に川崎監督を退任した。

#### 清水エスパルス (2004)
2004年、清水エスパルスのヘッドコーチとして初めてJ1に関わることとなった。第3節ガンバ大阪戦に0-4で敗れた後、クラブ側から石崎に対してもっと自分の色を出してほしいという要望があり、それ以降は監督のアントニーニョに代わって石崎がチームの戦術面を担うようになった。選手起用や試合中の指揮権についてはなおアントニーニョ側にあり、事実上の両頭体制となったが、アントニーニョとプレッシングサッカーを志向する石崎のあいだにはサッカー観に隔たりがあり、チーム運営はちぐはぐなものになった。
同年7月にはアントニーニョの辞任に伴って監督に昇任。石崎は翌シーズンも引き続き指揮を執ることが内々に決まっていたが、それが地元紙にスクープされるとサポーターたちから不満が噴出し、結局クラブOBの長谷川健太を新監督に据えるために、石崎は身を引くことになった。

#### 東京ヴェルディ (2005)
2005年には東京ヴェルディ1969のコーチに就任したが、オズワルド・アルディレス監督が成績不振（前半戦終了時点で17位と低迷）の責任を取って7月19日に解任されたことを受け、3試合ではあるが急遽監督代行に就任した。親善試合では、スター選手を集め、当時銀河系軍団と呼ばれていたレアル・マドリードを3-0で破った。その後、クラブがバドンを新監督にすると再びコーチとして補佐したが、東京VのJ2降格を阻止できず、このシーズン限りで解任された。

#### 柏レイソル (2006-2008)
2006年には柏レイソルの監督に就任。初のJ2降格に際し主力選手が多数流出し崩壊しかけていたチームを再生させた。彼の指導を受けた山根巌、岡山一成を獲得し、若手の底上げを図りながらチームをまとめ、J2では突出した資金力とフランサやディエゴなどの選手の存在により、終盤まで優勝争いに絡む。ヴィッセル神戸とのマッチレースとなった2位争いでは石崎が「神戸の結果次第という状況だが、それは考えずに自分たちのやり方を貫く」 と語ったとおり、最終節の湘南ベルマーレ戦で勝利し、石崎自身にとって「4度目の正直」となるJ1昇格を経験した。
2007年は引き続き柏の監督を務め、李忠成や菅沼実など若い選手を起用した。フランサや移籍してきた古賀正紘や太田圭輔の活躍もあり、シーズン前半戦は優勝争いを演じ、年間8位の成績でシーズンを終えた。
柏での指揮が3年目になった2008年は、一時3位となるなど好調であったが、その後失速して32節まで残留争いに巻き込まれ、2008年限りで柏の監督を退任(事実上の解任）となった。退任決定後、第88回天皇杯準優勝に導いた。

#### コンサドーレ札幌 (2009-2012)
2009年よりコンサドーレ札幌（現：北海道コンサドーレ札幌）の監督に就任。同年度は通算21勝16分14敗の成績を残し、年間6位の成績でシーズンを終えた。
2010年は、内村圭宏、近藤祐介、中山雅史、藤山竜仁、李漢宰を補強したが、昨季のレギュラーである西大伍、ダニルソンの放出によりワールドカップでの中断前での成績は19チーム中12位、最終順位は13位となった。
2011年度は、石川直樹、西嶋弘之、藤田征也、上里一将などの主力の移籍により厳しい序盤戦となり、折り返しの17節時点では20チーム中10位であったが、砂川誠に加え河合竜二、李昊乗、ジオゴなどの新戦力が活躍を見せた他、若手も数多く台頭を見せて快進撃を展開、最終的に3位となりJ1復帰を決めた。
2012年は、守備の要であった山下達也が移籍したが、オーストラリア代表ジェイド・ノース、元五輪代表候補の前田俊介、山本真希、髙柳一誠など実績のある選手を獲得。またシーズン中にはユースから5名の選手を昇格させるなどして シーズンに臨んだ。開幕戦こそジュビロ磐田と互角の戦いを見せて引き分けたものの、その後は「失点後に緊張が途切れ、次々得点される負けパターン」 にはまってしまい最下位に低迷、怪我人も続出した。シーズン途中に外国人3名を補強し一時は浮上の兆しを見せたもののチーム状況の改善には至らず、9月29日の第27節の敗戦で7節を残して降格が決定し、J1降格最速記録を塗り替えてしまった。石崎は同シーズンの終了を以って退任することが2012年10月5日に発表された。

#### 杭州緑城 (2013)
2013年2月、岡田武史がトップチームの監督を務める中国・杭州緑城のU-18チーム監督就任が発表された。同年11月、岡田武史とともに退任。

#### モンテディオ山形 (2014-2016)
2013年11月27日、2014年シーズンからモンテディオ山形の監督に就任（16年ぶりの復帰）すると発表された。前半戦はなかなか連勝できず一時は17位まで順位を落とすが、フォーメーションを3-4-3に変更後チームの状態は上がり、シーズン6位で終えた。J1昇格プレーオフでは4位ジュビロ磐田・3位ジェフユナイテッド千葉を破って優勝、4年ぶりのJ1復帰を果たした。天皇杯でもクラブ初の準優勝に導き、監督個人としては2008年の柏時代以来2度目の準優勝となった。
2015年は、前半こそ3－4－3のフォーメーションがはまりJ1でも上位チームとも対戦でも互角以上の戦いを見せたが、18試合勝利なしなど勝ちきれない試合も多くあり、チーム得点24点（リーグワースト）など得点力不足にも泣き、わずか4勝に終わりJ1最下位で1年でJ2に降格となった。また再び決勝進出を目指した天皇杯は4回戦で敗れた。
2016年は、J1復帰を目指して挑んだシーズンだったが、開幕8試合勝利など、なかなか勝てず一時は最下位に転落した。その後は順位を上げたがシーズンを通して安定した戦い方が出来ず、チーム史上最低の14位でシーズンを終えた。Jリーグ史上初600試合指揮を達成。なお16シーズン限りで山形の監督を退任すると発表された。

#### テゲバジャーロ宮崎 (2017-2018)
2017年1月5日、テゲバジャーロ宮崎の監督に就任すると発表された。同年、九州サッカーリーグで優勝し、全国地域サッカーチャンピオンズリーグ2017で1次ラウンド首位、決勝ラウンド2位で第20回日本フットボールリーグへの昇格を果たす。しかしJFLでは最下位に低迷、2018年6月21日、監督を退任した。

#### 藤枝MYFC（2018-2020）
2018年7月27日、藤枝MYFCの監督に就任すると発表された。2019年にはチームを3位へ導き、同年のJリーグアウォーズにおいてJ3優秀監督賞を受賞した。
2020年12月7日、契約満了により監督を退任すると発表された。

#### カターレ富山（2021-2022）
2020年12月23日、カターレ富山の監督に就任。2021年シーズンはチームを歴代最高順位まで押し上げたものの、2022年9月19日、富山の監督を退任した。プレスリリースでは退任理由として、J2復帰が難しくなったことに加え、サッカーの内容に見る課題に改善が見られないことを挙げており、事実上は解任と見られている。

#### ヴァンラーレ八戸（2023-）
2022年11月26日、ヴァンラーレ八戸の監督への就任が発表された。

## 個人成績
| 国内大会個人成績 | 国内大会個人成績 | 国内大会個人成績 | 国内大会個人成績 | 国内大会個人成績             | 国内大会個人成績 | 国内大会個人成績  | 国内大会個人成績  | 国内大会個人成績 | 国内大会個人成績 | 国内大会個人成績 | 国内大会個人成績 |
| 年度             | クラブ           | 背番号           | リーグ           | リーグ戦                     | リーグ戦         | リーグ杯          | リーグ杯          | オープン杯       | オープン杯       | 期間通算         | 期間通算         |
| 年度             | クラブ           | 背番号           | リーグ           | 出場                         | 得点             | 出場              | 得点              | 出場             | 得点             | 出場             | 得点             |
| 日本             | 日本             | 日本             | 日本             | リーグ戦                     | リーグ戦         | JSL杯             | JSL杯             | 天皇杯           | 天皇杯           | 期間通算         | 期間通算         |
| ---------------- | ---------------- | ---------------- | ---------------- | ---------------------------- | ---------------- | ----------------- | ----------------- | ---------------- | ---------------- | ---------------- | ---------------- |
| 1980             | 東芝             | 7                | JSL2部           |                              | 1                |                   |                   |                  |                  |                  |                  |
| 1981             | 東芝             | 7                | JSL2部           |                              |                  |                   |                   | -                | -                |                  |                  |
| 1982             | 東芝             | 5                | JSL2部           |                              |                  |                   |                   |                  |                  |                  |                  |
| 1983             | 東芝             | 5                | JSL2部           |                              |                  |                   |                   |                  |                  |                  |                  |
| 1984             | 東芝             | 5                | JSL2部           | 18                           | 0                | 4                 | 0                 |                  |                  |                  |                  |
| 1985             | 東芝             | 5                | JSL2部           |                              |                  |                   |                   |                  |                  |                  |                  |
| 1986             | 東芝             | 5                | JSL2部           |                              |                  |                   |                   |                  |                  |                  |                  |
| 1987             | 東芝             | 5                | JSL2部           | 27                           | 3                | 3                 | 1                 |                  |                  |                  |                  |
| 1988-89          | 東芝             | 29               | JSL2部           | 27                           | 1                | 5                 | 0                 |                  |                  |                  |                  |
| 1989-90          | 東芝             | 29               | JSL1部           | 22                           | 1                | 2                 | 0                 |                  |                  |                  |                  |
| 1990-91          | 東芝             | 29               | JSL1部           | 9                            | 0                | 2                 | 0                 |                  |                  |                  |                  |
| 1991-92          | 東芝             | 34               | JSL1部           | 5                            | 0                | -                 | -                 |                  |                  |                  |                  |
| 1993             | 東芝             | 5                | 旧JFL            | 3                            | 0                | -                 | -                 |                  |                  |                  |                  |
| 通算             | 日本             | 日本             | JSL1部           | 36                           | 1                | 4                 | 0\|\|\|\|\|\|\|\| |                  |                  |                  |                  |
| 通算             | 日本             | 日本             | JSL2部           | \|\|\|\|\|\|\|\|\|\|\|\|\|\| |                  |                   |                   |                  |                  |                  |                  |
| 通算             | 日本             | 日本             | 旧JFL            | 3                            | 0                | -\|\|\|\|\|\|\|\| | -\|\|\|\|\|\|\|\| |                  |                  |                  |                  |
| 総通算           | 総通算           | 総通算           | 総通算           | \|\|\|\|\|\|\|\|\|\|\|\|\|\| |                  |                   |                   |                  |                  |                  |                  |

その他の公式戦
- 1990年
  - コニカカップ 5試合0得点
- 1991年
  - コニカカップ 1試合0得点

出場歴
- JSL（1部）初出場：1989年10月8日 対本田技研戦（都田サッカー場）
- JSL（1部）初得点：1990年1月27日 対本田技研戦（平塚競技場）

## 指導歴
- 1991年 東芝：コーチ兼主務
- 1995年 - 1998年 NEC山形/モンテディオ山形：監督
- 1999年 - 2001年6月 大分トリニータ：監督
- 2001年7月 - 2003年 川崎フロンターレ：監督
- 2004年 清水エスパルス
  - 2004年 - 2004年6月 ：ヘッドコーチ
  - 2004年7月 - 2004年11月 ：監督
- 2005年 東京ヴェルディ1969
  - 2005年 - 2005年7月 ：コーチ
  - 2005年7月 - 2005年8月 ：監督代行
  - 2005年8月 - 2005年12月 ：コーチ
- 2006年 - 2008年 柏レイソル：監督
- 2009年 - 2012年 コンサドーレ札幌：監督
- 2013年 杭州緑城：U-18監督
- 2014年 - 2016年 モンテディオ山形：監督
- 2017年 - 2018年6月 テゲバジャーロ宮崎：監督
- 2018年7月 - 2020年 藤枝MYFC：監督
- 2021年 - 2022年9月 カターレ富山：監督
- 2023年 -  ヴァンラーレ八戸：監督

## Ｊリーグ監督成績
| 年度        | クラブ      | 所属        | リーグ戦 | リーグ戦 | リーグ戦 | リーグ戦 | リーグ戦 | リーグ戦 | リーグ戦 | カップ戦      | カップ戦   |
| 年度        | クラブ      | 所属        | 順位     | 順位     | 試合     | 勝点     | 勝       | 分       | 敗       | Jリーグカップ | 天皇杯     |
| ----------- | ----------- | ----------- | -------- | -------- | -------- | -------- | -------- | -------- | -------- | ------------- | ---------- |
| 1995        | NEC山形     | 旧JFL       | 10位     | 10位     | 30       | 41       | 13       | -        | 17       | -             | -          |
| 1996        | 山形        | 旧JFL       | 8位      | 8位      | 30       | 49       | 16       | -        | 14       | -             | 3回戦      |
| 1997        | 山形        | 旧JFL       | 5位      | 5位      | 30       | 56       | 19       | -        | 11       | -             | 3回戦      |
| 1998        | 山形        | 旧JFL       | 3位      | 3位      | 30       | 64       | 22       | -        | 8        | -             | 4回戦      |
| 1999        | 大分        | J2          | 3位      | 3位      | 36       | 63       | 21       | 3        | 12       | 2回戦         | 3回戦      |
| 2000        | 大分        | J2          | 3位      | 3位      | 40       | 81       | 26       | 3        | 11       | 1回戦         | 3回戦      |
| 2001        | 大分        | J2          | -        | -        | 11       | 18       | 6        | 0        | 5        | 2回戦         | -          |
| 2001        | 川崎        | J2          | 7位      | 7位      | 24       | 37       | 12       | 1        | 11       | ベスト8       | ベスト4    |
| 2002        | 川崎        | J2          | 4位      | 4位      | 44       | 80       | 23       | 11       | 10       | -             | ベスト8    |
| 2003        | 川崎        | J2          | 3位      | 3位      | 44       | 85       | 24       | 13       | 7        | -             | 4回戦      |
| 2004        | 清水        | J1          | -        | -        | 15       | 13       | 4        | 1        | 10       | ベスト8       | 4回戦      |
| 2005        | 東京V       | J1          | -        | -        | 1        | 0        | 0        | 0        | 1        | -             | -          |
| 2006        | 柏          | J2          | 2位      | 2位      | 48       | 88       | 27       | 7        | 14       | -             | 4回戦      |
| 2007        | 柏          | J1          | 8位      | 8位      | 34       | 50       | 14       | 8        | 12       | 予選リーグ    | 4回戦      |
| 2008        | 柏          | J1          | 11位     | 11位     | 34       | 46       | 13       | 7        | 14       | 予選リーグ    | 準優勝     |
| 2009        | 札幌        | J2          | 6位      | 6位      | 51       | 79       | 21       | 16       | 14       | -             | 3回戦      |
| 2010        | 札幌        | J2          | 13位     | 13位     | 36       | 46       | 11       | 13       | 12       | -             | 3回戦      |
| 2011        | 札幌        | J2          | 3位      | 3位      | 38       | 68       | 21       | 5        | 12       | -             | 2回戦      |
| 2012        | 札幌        | J1          | 18位     | 18位     | 34       | 14       | 4        | 2        | 28       | 予選リーグ    | 2回戦      |
| 2014        | 山形        | J2          | 6位      | 6位      | 42       | 64       | 18       | 10       | 14       | -             | 準優勝     |
| 2015        | 山形        | J1・1st     | 16位     | 18位     | 17       | 14       | 3        | 5        | 9        | 予選リーグ    | 4回戦      |
| 2015        | 山形        | J1・2nd     | 18位     | 18位     | 17       | 10       | 1        | 7        | 9        | 予選リーグ    | 4回戦      |
| 2016        | 山形        | J2          | 14位     | 14位     | 42       | 47       | 11       | 14       | 17       | -             | 3回戦      |
| 2018        | 藤枝        | J3          | 16位     | 16位     | 15       | 13       | 4        | 1        | 10       | -             | 県大会敗退 |
| 2019        | 藤枝        | J3          | 3位      | 3位      | 34       | 63       | 18       | 9        | 7        | -             | 県大会敗退 |
| 2020        | 藤枝        | J3          | 10位     | 10位     | 34       | 49       | 14       | 7        | 13       | -             | 不参加     |
| 2021        | 富山        | J3          | 4位      | 4位      | 28       | 46       | 13       | 7        | 8        | -             | 2回戦      |
| 2022        | 富山        | J3          | 6位      | 6位      | 25       | 45       | 14       | 3        | 8        | -             |            |
| 2023        | 八戸        | J3          | 7位      | 7位      | 38       | 56       | 15       | 11       | 12       | -             |            |
| 2024        | 八戸        | J3          |          |          |          |          |          |          |          | -             |            |
| J1通算      | J1通算      | J1通算      | -        | -        | 152      | -        | 39       | 30       | 83       |               |            |
| J2通算      | J2通算      | J2通算      | -        | -        | 456      | -        | 221      | 96       | 139      |               |            |
| J3通算      | J3通算      | J3通算      | -        | -        | 136      | -        | 63       | 24       | 38       |               |            |
| Jリーグ通算 | Jリーグ通算 | Jリーグ通算 | -        | -        | 782      | -        | 309      | 150      | 260      |               |            |

- 2001年は第11節終了後に大分監督を解任、第21節から川崎監督に就任。表中の勝敗分・勝ち点数は石崎が監督だった試合の合計、順位はチームの最終順位。
- 赤太字はJリーグトップ。

## 指導者としての評価
石崎の指導は「フィジテク」と呼ばれる、フィジカルとテクニックの基礎的なメニューを織り交ぜた独特の練習で個人の能力を磨くことにある。ルーキーイヤーに川崎時代の石崎の指導を受けた中村憲剛も「プロ1年目の監督がイシさんだったんですけど、練習はキツかったですね。キャンプはプロ入りから一番と言っていいぐらいキツかったし、普段の練習でも、フィジテクで相当に鍛えられました」「あの1年が僕の土台になっている」と述懐している。
石崎の戦術の基本は「中盤の強烈なプレッシャーで相手の良い所を消す」ことにある。この点については、主に札幌についての評論家活動をしている平川弘が石崎の札幌監督就任時に「3トップを用いたり、と一見攻撃的に見えるが、前線からの守備を重視し、相手の長所を消すきめ細かな戦術を好む。そしてそれを実現するために必要な運動量、ハードワークを選手に求める。」と北海道新聞での連載コラムで言及している。一方で、勝ち点3が取れる勝利を逃して勝ち点1の引き分けで終わる試合が多くなるため、J2での高い勝率が必要であるJ1昇格の目標達成には「勝ちきれない」と批判される場合もある。「2部の名将」とも称される。
この最たる例が2006年以降の柏レイソルである。前年のJ2降格に伴う主力選手の相次ぐ移籍で崩壊状態にあった柏は、年末になって石崎を監督に招聘した。準備期間が短くチーム編成の選択肢が少ない中、石崎は古邊考功らをフィジカルコーチとしてスタッフに加えながら激しい練習でチームの再生に着手し、若手中心のメンバーをベテランが引っ張るというチームを作り上げた。序盤は首位を走るが、中盤以降なかなか勝てなくなる。しかし最終節において何とか2位に入り、昇格を決める。復帰した2007年のJ1リーグでそれまでと打って変わって上位に入るなど、石崎が退任する2008年までの柏は石崎の特徴を非常に色濃く持つチームとなった。2011年、札幌監督として3年目のシーズンとなった石崎は前年まで柏に残っていた古邊をフィジカルコーチとして招き、このコンビとしては2度目のJ1昇格を果たした。
石崎のJリーグでの指導歴はJリーグ監督経験者では歴代最多で、2014年4月29日の第10節・岡山戦（NDスタ）で500試合監督を達成した。その一方で、同一クラブで4年以上指導した経験があるのは、山形（1995年-1998年、2014年-2016年）と札幌（2009年-2012年）のみである。
2018年7月、J3リーグで16位に沈む藤枝の監督に就任。しかしチームを立て直すことができず、17チーム中16位でシーズンを終える。翌2019シーズンは開幕戦から3連勝し勝ち点タイの2位につける。その後4位まで順位を下げる が、4月に入り2勝1分でチームを首位に導いた。チームを首位に導いたことが選考委員からも高く評価され、J3リーグ4月度月間優秀監督賞を受賞した。

## 「石崎組」
人情に厚い石崎を慕う人間は多い。そこから、石崎がチームを移ると共に移籍を志願し、複数のクラブで再び石崎の指導を受ける選手も現れる。その中には、選手自らが「石崎の下でプレーしたい」とクラブに移籍を志願して実現させる場合もある。
この最も顕著な例が岡山一成と山根巌である。岡山は「石さんをJ1に昇格させて男にしたい」として、石崎退任後にJ1昇格を果たした川崎から2006年に柏へ移籍した。2009年1月1日の天皇杯決勝では、同月末で仙台との契約が切れた後の新チームが決まっていない状態で、柏側サポーターの席に登場し、柏や石崎を応援した。2011年には第18節終了時の6月29日に札幌へ入団し、同年でのJ1昇格と失敗時の退団を公約すると、同時点で10位だった札幌のチーム成績は上昇し、最終節でのJ1昇格決定を成し遂げた。
同じ広島出身の山根巌は「石崎監督あるところに山根あり」ともいわれた。2002年に大分のJ1昇格に貢献した後に移籍を志願し、2003年には石崎と共に川崎で再びJ2を戦う決断をしているだけではなく、川崎からの戦力外通告を受け一度引退を決意した2005年末に柏監督に就任した石崎が呼び寄せ、現役引退を撤回させている。
また、塩川岳人は1999年に石崎と一緒に山形から大分に移り、2000年に単独で川崎に移籍したが、2001年に石崎の方が自分のいる川崎へ移ってきた経験を持つ。古邊考功フィジカルコーチが2011年に柏から札幌に移籍し、石崎とのコンビで2度目のJ1昇格を果たしたのも上記の通りである。
このような移籍の発生は石崎の人望の深さを示すが、移籍元のクラブには選手の引き抜きという悪感情を与える場合もある。特に1999年の大分と山形の関係はこれが顕著で、同年最終節での伏線となった。逆に、2001年J2最終節（第44節）では石崎監督の川崎が山形のJ1昇格を阻止した。
なお、石崎は能力や性格を知っているこれらの選手をチームの掌握に上手く役立てているが、これらの選手が必ずチームでレギュラーを獲得できるわけではない。岡山は柏でJ1に昇格した2007年に試合出場が減り、石崎の勧めで仙台へ移籍した他（当初はレンタル移籍、2008年に完全移籍）、2011年の札幌でも登録後のJ2リーグ17試合で5試合のみの出場だったが、ピッチ外でもチームを盛り上げた役目がJ1昇格に貢献したとクラブから評価された（詳細は岡山の項目を参照）。また、箕輪義信は2008年途中に川崎から札幌へ期限付きで移籍した後に大きな負傷をしたものの、石崎が監督になった2009年にはその回復と守備での統率力を期待されて札幌が完全移籍で獲得したが、ケガが癒えずに石崎監督下での2年間は公式戦出場がないまま退団、現役引退となった。
また、サッカーライターの江藤高志も「石崎組」の一員である。大分県出身の江藤は大分の取材を通じて石崎と親交を深め、石崎の川崎監督就任後は自らも取材対象の中心を川崎に移した。また、石崎が柏の監督になった後、2007年には雑誌『サッカーJ+』で石崎の少年時代を題材にした連載「小説 石崎信弘物語」を執筆した。
手倉森誠が指導者に転じたのは、NEC山形時代に石崎に「選手としては難しいけど、指導者になればサッカー界でずっと生きていける人間だ」と励まされたのが大きかったと述べている。
なお、石崎自身は、500試合達成時に日刊スポーツに受けたインタビューで、印象深い選手として高橋健二・李忠成・石川直樹の名前を挙げているが、彼らに対しても「わしが育てたんじゃなく、自分たちが気付いたから成長したんだよ」と語っている。

### 複数のクラブで同時に在籍した選手
| クラブ       | 山形    | 大分    | 川崎    | 清水 | 東京V | 柏      | 札幌    | 山形    | 宮崎    | 藤枝    | 富山    | 八戸  |
| 石崎在籍期間 | 1995-98 | 1999-01 | 2001-03 | 2004 | 2005  | 2006-08 | 2009-12 | 2014-16 | 2017-18 | 2018-20 | 2021-22 | 2023- |
| ------------ | ------- | ------- | ------- | ---- | ----- | ------- | ------- | ------- | ------- | ------- | ------- | ----- |
| 塩川岳人     | 1995-98 | 1999    | 2001-03 |      |       |         |         |         |         |         |         |       |
| 庄司孝       | 1995-98 | 2000-01 |         |      |       |         |         |         |         |         |         |       |
| シジクレイ   | 1997-98 | 2000    |         |      |       |         |         |         |         |         |         |       |
| 若松大樹     | 1998    | 1999-01 |         |      |       |         |         |         |         |         |         |       |
| 佐藤由紀彦   | 1998    |         |         |      |       | 2006-07 |         |         |         |         |         |       |
| 山根巌       |         | 1999-01 | 2003    |      |       | 2006-08 |         |         |         |         |         |       |
| 加賀見健介   |         | 2000    | 2002    |      |       |         |         |         |         |         |         |       |
| 岡山一成     |         |         | 2002-03 |      |       | 2006-07 | 2011-12 |         |         |         |         |       |
| アレックス   |         |         | 2002    |      |       | 2008    |         |         |         |         |         |       |
| 茂原岳人     |         |         | 2002-03 |      |       | 2008    |         |         |         |         |         |       |
| 箕輪義信     |         |         | 2001-05 |      |       |         | 2009-10 |         |         |         |         |       |
| 北嶋秀朗     |         |         |         | 2004 |       | 2006-08 |         |         |         |         |         |       |
| 太田圭輔     |         |         |         | 2004 |       | 2007-08 |         |         |         |         |         |       |
| 杉山浩太     |         |         |         | 2004 |       | 2008    |         |         |         |         |         |       |
| 高木純平     |         |         |         | 2004 |       |         | 2010-12 | 2015    |         |         |         |       |
| 西部洋平     |         |         |         | 2004 |       |         |         |         |         |         | 2021-22 |       |
| 常澤聡       |         |         |         |      | 2005  |         |         | 2014    |         |         |         |       |
| 石川直樹     |         |         |         |      |       | 2006-08 | 2009-10 |         |         |         |         |       |
| 小林亮       |         |         |         |      |       | 2006-07 |         | 2014    |         |         |         |       |
| ディエゴ     |         |         |         |      |       | 2006    |         | 2014-16 |         |         |         |       |
| アルセウ     |         |         |         |      |       | 2007    |         | 2015-16 |         |         |         |       |
| 谷澤達也     |         |         |         |      |       | 2006-07 |         |         |         | 2019-20 |         |       |
| 森島康仁     |         |         |         |      |       |         |         |         | 2017    | 2019-20 |         |       |
| 吉平翼       |         |         |         |      |       |         |         |         |         | 2019-20 | 2021-22 |       |
| 姫野宥弥     |         |         |         |      |       |         |         |         |         | 2020    | 2021-22 | 2023- |
| 安藤由翔     |         |         |         |      |       |         |         |         |         | 2019-20 | 2021-22 | 2024- |
| 稲積大介     |         |         |         |      |       |         |         |         |         | 2020    |         | 2023- |
| 音泉翔眞     |         |         |         |      |       |         |         |         |         |         | 2021    | 2024- |
| 柳下大樹     |         |         |         |      |       |         |         |         |         |         | 2021-22 | 2024- |

## エピソード
石崎は9つのJリーグクラブで指揮を執って選手との信頼関係を築き、さらにはネットユーザーを含めたサッカーファン（サポーター）とも親近感を持って接しているため、エピソードが多く存在する。

### 監督就任のきっかけ
監督としてのキャリアのスタートとなった1995年のNEC山形の監督就任はある意味突発的とも言えるものであった。石崎と東農大サッカー部の同期にあたる長澤和明がNEC山形の監督に就任することが内定しており、その長澤の要請により石崎のコーチ就任が内定していた。しかし当時8歳の長澤の長女（後に女優となる長澤まさみ）が「静岡を離れたくない」と山形への転居を嫌がったため、長澤はNEC山形監督への就任を辞退した（その直後に長澤はL・リーグの鈴与清水FCラブリーレディースの監督に就任している）。そのため、NEC山形は長澤の代役として石崎に監督就任を要請し、石崎がこれを受諾して監督を務めることになった。
また、2006年の柏レイソルの監督就任も偶然のタイミングによるものだった。東京Vのコーチを解任された後、某Jリーグクラブのサテライト監督の就任が決まっていた石崎は、最終交渉を夕方に控えていた日の午前中、夫人と映画館に居たところに石崎の携帯に柏からの電話がかかってきたという。最初は無視したもの2度目は「緊急の要件かな!?」と思い電話に出たところ、監督就任要請の電話であり、このオファーで急転、柏の監督就任が決まった。石崎本人は後に「おかげで映画の一番いいシーンは見られんかった」との発言を残している。

### 交友関係
上述の通り、長澤和明とは親交が深い。現在でも家族ぐるみのつきあいをしているといい、一緒にみかん狩りに行ったこともあるという。石崎が東京ヴェルディ監督（代行）時代に「（長澤）まさみちゃんと飯食ったよ」とミーティングで選手たちに話したら、非常に羨ましがられたということもあったと報じられている。
サッカー指導者の高橋真一郎（広島県立松永高等学校）や木村孝洋（広島県立広島皆実高等学校）は同い年で同郷の広島県出身。2008年には柏で石崎監督の下に高橋ヘッドコーチが就任し、2009年には石崎の後任として高橋が新監督となったが、シーズン途中で解任された。

### 選手・サポーターとの交流
柏では選手から「石さん」の愛称で親しまれ、「親父のような存在」として多大な信頼も得た。
普段から広島弁を多用し、札幌時代にはチームの“共通語”として広めてしまうほど。自流の広島風お好み焼きが得意料理で、所属クラブ内でバーベキューなどがあると必ずお好み焼きを焼いている。選手からも好評なようで、2008年には『石さんレシピ広島風お好み焼き』が日立柏サッカー場での柏主催試合で販売されている。売れ行きは好調で、石崎は退任後の2009年も引き続き販売された。山形復帰後の2015年のファン感謝祭でも200人分のお好み焼きをファンに振る舞った。
2003年に川崎フロンターレのJ1昇格を勝ち点1差で逃したため辞任したが、その後に行われた第83回天皇杯ではホームグラウンド・等々力陸上競技場で最後の試合となる2回戦（国見高校戦）終了後にサポーターの前で挨拶をした際、その終了後にグラウンド内に大量に進入したサポーターらによって胴上げをされた。
どのチームでもホーム最終戦でのサポーターへの挨拶は欠かしていないという。2008年の柏監督退任前のホーム最終戦（日立柏サッカー場）後の挨拶では、感極まったのかすぐには言葉が出ず、「私は選手を鍛えることができます。ただ、選手を育てるのはサポーターの皆さんです。2006年に昇格できたのも、サポーターの皆さんの支えがあったからでした」とサポーターへの感謝の意を伝え、最後に「レイソル、マジ最高っ!!!!」の言葉で締めくくっている。

### 北海道コンサドーレ札幌の「赤と黒の縦縞」ユニフォーム
かつて東芝サッカー部のユニフォームは赤であったが、1990年代初めにACミランにあやかり「赤と黒の縦縞」に変更となったのは、当時主将だった石崎のアイデアによるものだという。その石崎が2009年から、東芝を前身とするコンサドーレ札幌（当時）の指揮を取ることになった。監督就任後の記者会見では「1993年まで選手をやって、94年からチームを離れて指導者になったわけですが、赤と黒のユニフォームがずっと心の中にありました」と語り、その年のキックオフイベントでは「石崎が赤黒の元に帰って参りました!!!」とファン・サポーターに向けてコメントしている。
石崎の発案によって誕生した「赤と黒の縦縞」は、やがて北海道コンサドーレ札幌の象徴となり、今でもユニフォームの基本デザインに採用されている。また、「東芝サッカー部」の唯一の名残でもある。

## タイトル

### 個人
- J3リーグ・優秀監督賞：1回（2019年）

### 注記
1. ↑  2009年の札幌でも守備強化とムードメーカーとして石川直樹に期待している[34][35]。
2. ↑  現在も川崎のオフィシャルマッチデープログラムやJリーグの現存しない公式ニュースサイト「J's GOAL」で川崎関連の記事を執筆している。